# 坪憲章
坪 憲章（つぼ のりあき、1951年12月29日 - ）は、日本中央競馬会に所属した元調教師（栗東トレーニングセンター所属）。兵庫県宝塚市出身。
主な管理馬に1992年の朝日杯3歳ステークスに優勝したエルウェーウィン、1987年から1989年まで3年連続でJRA賞最優秀アラブに選出されたアキヒロホマレ、重賞4勝を挙げたムービースターなどがいる。同会騎手・調教師の坪重兵衛は父、調教師の坪正直は叔父。

## 経歴
1951年、国営競馬（のち日本中央競馬会）騎手・坪重兵衛（のち調教師）の息子として生まれる。阪神競馬場の厩舎内で育ちながら乗馬経験もなかったが、宝塚高等学校2年次より将来の職業として調教師を意識し始める。高校卒業後は北里大学獣医学部に進学。在学中に重兵衛が死去、卒業後の1975年より栗東トレーニングセンターの戸山為夫厩舎に入った。
厩務員から調教助手を経て、1983年に調教師免許を取得。当年7人が同時合格し、管理馬房に空きがなかったため、しばらく技術調教師（研修中の状態）として過ごした。翌1984年にくじ引きで2人が開業し、坪は1985年より開業した。1987年、アラブのアキヒロホマレが6勝を挙げ最優秀アラブに選出。同年、年間23勝を挙げた坪も優秀調教師賞を受賞した。翌1988年には同馬がセイユウ記念を制し、厩舎の重賞初勝利を挙げた。1992年12月にはエルウェーウィンが朝日杯3歳ステークスを制し、GI競走を初制覇を果たした。同馬はその後長く低迷したが、1996年秋のアルゼンチン共和国杯で復活勝利を挙げ、約3年11カ月という最長間隔での複数重賞勝利記録（当時）を樹立した。
エルウェーウィン以降の重賞勝利は、マイネルディバインによる2002年のグランシャリオカップ1勝であった。
2017年2月28日付けで調教師を引退した。

## 成績

### 主な管理馬
※括弧内は坪管理下における優勝重賞競走。
GI競走優勝馬
- エルウェーウィン（1992年朝日杯3歳ステークスなど重賞2勝）

その他重賞競走優勝馬
- アキヒロホマレ（1988年セイユウ記念、タマツバキ記念 1989タマツバキ記念）
- ムービースター（1991年金鯱賞、北九州記念 1992年中京記念 1993年中山記念）
- シゲルデッドクロス（1993年阪神障害ステークス・春）
- ウィッシュドリーム（1993年金鯱賞、朝日チャレンジカップ）
- マイネルディバイン（2002年グランシャリオカップ）

### 受賞歴
- 優秀調教師賞（関西）（1987年）

出典：日本中央競馬会公式サイト・調教師名鑑「坪憲章」